# Bjarne Krogh-Pedersen
Bjarne Krogh-Pedersen (13. november 1951 i Viborg -  6. marts 2024) var i perioden juni 2007 til august 2011 formand for Søværnets Konstabelforening, som var fagforening for konstabelgruppen i det danske søværn. Han har modtaget Hæderstegnet for god tjeneste ved Søetaten. Han er uddannet elektriker og startede sin karriere i søværnet som skibselektriker.
Bjarne Krogh-Pedersen var frem til sin pensionering i efteråret 2016 hovedbestyrelsesmedlem i Min A-kasse, der er en tværfaglig A-kasse med ca 90.000 medlemmer (2017).
Han har været fagligt aktiv siden 1977, hvor han blev valgt som tillidsmand for konstablerne på Inspektionsskibet Beskytteren. Han har gennem årene haft tillids- og bestyrelsesposter i bl.a. Centralforeningen for Stampersonel, AOF, Socialdemokratiet m.fl. Det var mens han var formand for AOF i Frederikshavn at Krogh-Pedersen tog initiativ til at der blev åbnet for etableringen af Bangsbo Fort som museum i et samarbejde med Bangsbo Museum og søværnet.
Bjarne Krogh-Pedersen var, samtidig med sit formandskab for Søværnets Konstabelforening, tillige ansvarshavende redaktør på fagbladet SKnyt.